# 許仕達
許 仕達（きょ したつ、1418年 - 没年不詳）は、明代の官僚。字は延佐。本貫は徽州府歙県。

## 生涯
正統10年（1445年）、進士に及第した。正統12年（1447年）、江西道監察御史に抜擢された。景泰元年（1450年）4月、災害がたびたび起こっていたことから、仕達は景泰帝に修省を求める上疏をおこなった。景泰帝はこれを聞き入れた。ほどなく仕達は御前での経学の講義を延長して、儒臣に経史を講論させるよう要請した。
景泰2年（1451年）、仕達は福建巡按をつとめ、福建に駐屯する宦官の廖秀を弾劾した。景泰帝は廖秀を獄に下した。廖秀が反訴して仕達を告発したため、景泰帝は鎮守侍郎の薛希璉らに下して仕達を取り調べさせた。仕達がさらに薛希璉を貪婪放縦の罪で弾劾すると、景泰帝は曹凱と御史の王豪に命じて取り調べさせた。調査の結果が上奏されると、両人互いの主張に嘘の部分と真実の部分があった。福建の老人たち数千人が仕達の留任を求め、給事中の林聡がまた仕達のために弁護した。景泰帝は仕達に留任を命じ、薛希璉には仲たがいしないよう命じた。景泰4年（1453年）、仕達は風紀に厳しく、漳州府知府の馬嗣宗を捕らえて北京に護送した。大理寺が仕達の専断を弾劾したが、景泰帝は不問に付した。任期を満了すると、福建の老人たちが北京の宮殿を訪れて、仕達の留任を求めたが、景泰帝は許さなかった。ほどなく仕達は福建左参政となった。天順年間、山東や貴州の左右の布政使を歴任した。仕達の晩年は知られていない。